# Место предаје кључева 1867. године на Калемегдану
Место предаје кључева 1867. године на Калемегдану, у Београду је место на коме је 1867. године извршена свечана, симболична, предаја кључева, београдског, смедеревског, шабачког и кладовског града. Поводом 100-годишњице предаје кључева, 1967. године на овом историјском месту подигнуто је спомен обележје које је, према цртежу Адама Стефановића, израдио Михаило Паоновић. Место представља непокретно културно добро као знаменито место као материјално сведочанство којим се на посредан начин изражава значај тога догађаја у српској историји.

## Историја
Симболична предаја кључева поменутих градова је извршена 6. априла 1867. године, с десне стране од главног улаза у Калемегдан, уследила је пошто је кнез Михаило примио у Цариграду, 30. марта 1867. године ферман турског султана Абдула Азиса I, којим су кнезу и српском народу градови предати на чување и управљање. Предаја градова, иако су Србији остале вазалне обавезе плаћања данка Порти и држање турских постаја, означава савлађивање још једне препреке ка добијању потпуне самосталности, тј. тиме је отпочела нова етапа у животу Срба.